# Magnetostrição
Magnetostrição ou magnetostricção é uma propriedade do material ferromagnético que faz com que ele mude sua forma ou dimensões durante o processo de magnetização. A variação da magnetização dos materiais devido ao campo magnético aplicado altera a deformação magnetostritiva até atingir seu valor de saturação, λ. O efeito foi identificado pela primeira vez em 1842 por James Joule ao observar uma amostra de ferro. Este efeito causa perda de energia devido ao aquecimento por atrito em núcleos ferromagnéticos suscetíveis.
O efeito também é responsável pelo som de zumbido de baixa frequência que pode ser ouvido vindo de transformadores, onde correntes AC oscilantes produzem um campo magnético variável.
O efeito é muito pequeno e de difícil mensuração. Considerando uma barra metálica de comprimento L, e sendo ΔL a variação do comprimento desta barra pela aplicação de um campo magnético, temos ΔL/L da ordem de grandeza de 10 −5 (dez milionésimos). Esta variação pode corresponder a um aumento de comprimento, e neste caso é chamada de magnetostrição positiva, ou a uma redução de comprimento, que chama-se magnetostrição negativa.

## Variáveis
O fenômeno físico é bastante complexo e depende de diversas variáveis:
- direção do campo magnético – considerando, por exemplo, um material cristalizado no sistema cúbico, um campo aplicado na direção da aresta resultará em um determinada variação ΔL/L. Caso o campo seja aplicado na direção da diagonal do sólido, geralmente o ΔL/L será diferente do anterior.
- valor do campo magnético – A variação ΔL/L depende do valor do campo aplicado, de forma não linear e imprevisível, de forma que cada material tem sua própria curva ΔL/L em função do campo aplicado, a qual só pode ser obtida experimentalmente. Por exemplo, uma barra de Fe (Ferro) experimenta um aumento de comprimento para pequenos valores de campo, enquanto que para campos maiores sofre redução. Já uma barra de Ni (níquel) puro sofre redução de comprimento para quaisquer valores de campo aplicado.

O efeito físico oposto à magnetostrição também é observado, ou seja, a aplicação de esforços mecânicos de tração ou compressão nos materiais modifica suas propriedades magnéticas. Esta característica é utilizada para a implementação de sensores de pressão, por exemplo.
A magnetostrição é utilizada na produção e na detecção de ultra-som.
1. ↑  
Joule, J.P. (1847). «On the Effects of Magnetism upon the Dimensions of Iron and Steel Bars». Taylor & Francis. The London, Edinburgh, and Dublin Philosophical Magazine and Journal of Science. 30, Third Series: 76–87, 225–241. Consultado em 19 de julho de 2009 Joule observed in this paper that he first reported the measurements in a "conversazione" in Manchester, England, in Joule, James (1842). «On a new class of magnetic forces». Annals of Electricity, Magnetism, and Chemistry. 8: 219–224
2. ↑  Questions & answers on everyday scientific phenomena. Sctritonscience.com. Retrieved on 2012-08-11.